# Welt-Down-Syndrom-Tag

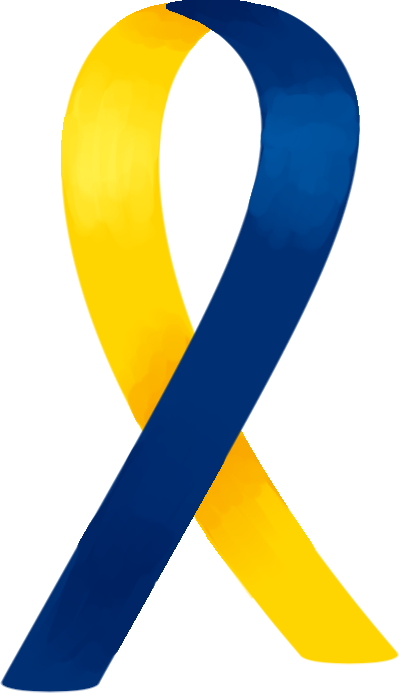
Logo – ein gelbes und dunkelblaues Band, um das Bewusstsein für das Down-Syndrom zu schärfen

Der Welt-Down-Syndrom-Tag (engl. World Down Syndrome Day) findet seit 2006 jedes Jahr am 21. März statt. An diesem Tag werden weltweit Veranstaltungen organisiert, die das öffentliche Bewusstsein für die Thematik des Down-Syndroms steigern sollen. Das gewählte Datum, der 21. März, symbolisiert das charakteristische Merkmal des Down-Syndroms, nämlich das dreifache Vorhandensein des 21. Chromosoms.
Der Aktionstag wurde erstmals 2006 in Genf organisiert. Seit 2012 ist der Welt-Down-Syndrom-Tag offiziell von den Vereinten Nationen anerkannt.
Am Welt-Down-Syndrom-Tag werden seit 2010 die „World Down Syndrome Awards“ für besonderes ehrenamtliches, berufliches oder wissenschaftliches Engagement verliehen. Zu den Preisträgern gehören auch Menschen mit Down-Syndrom, beispielsweise 2010 der spanische Lehrer und Schauspieler Pablo Pineda, der als erster Europäer mit Down-Syndrom einen Universitätsabschluss erreichte.
In Schweden und einigen anderen Ländern zieht man an diesem Tag zwei unterschiedliche Socken an und weist darauf hin, dass alle Menschen unterschiedlich aber gleich viel wert sind.